# Trachyloma dimorpha
Trachyloma dimorpha är en bladmossart som beskrevs av Robert Earle Magill 1980. Trachyloma dimorpha ingår i släktet Trachyloma och familjen Pterobryaceae. Inga underarter finns listade i Catalogue of Life.